# Lambert de Toscana
Lambert de Toscana fou comte de Lucca, i marquès de Toscana, fill d'Adalbert II de Toscana i de Berta de Lotaríngia (filla de Lotari II) i germà i successor de Guiu de Toscana a la mort d'aquest el 929 sense fills mascles.
Guiu s'havia distanciat del seu germanastre Hug d'Arle, potser sota influència de la poderosa senatrix romana Maròzia, i a la mort de Guiu, Hug va investir amb el marquesat a Lambert, que era també el seu germanastre i germà de Guiu. Lambert es va mostrar com un home bel·licós i aviat va incomodar a Hug que el va veure com un possible rival al tron d'Itàlia. D'altra banda Bosó d'Arle, germà d'Hug, li havia demanat el govern de Toscana.
Per vèncer l'oposició romana i papal a la seva coronació, Hug es va voler casar amb la seva rival Maròzia, que en un canvi sorprenent d'aliances (potser per l'ambició d'esdevenir emperadriu) li havia ofert la seva mà i la seguretat de ser coronat pel papa, que era el fill de Maròzia, Joan XI. Hug esperava governar Toscana, Roma, i Itàlia. Al juliol de 931 Joan XI, pel que sembla seguint els dictats de la mare, va enviar el pal·li a Hilduí arquebisbe de Milà, un clar gest d'acostar-se al rei Hug; però la llei canònica impedia casar-se a dos cunyats (a dos germans successivament amb la mateixa dona) i, per tant, va jurar que la seva mare Berta de Lotaríngia no havia tingut fills amb Adalbert II de Toscana i que Guiu, Lambert i Ermengarda eren per tant d'una altra dona; això deixava en mala posició a Lambert que passava a ser un usurpador i al qual Hug va demanar que no l'anomenés més com germà. Però Lambert va desafiar al seu germanastre en el camp de l'honor i produït l'enfrontament va resultar vencedor. No obstant Hug no es va aturar i encara que els relats varien sembla que el 931, abans del 17 d'octubre, el va deposar i el va fer cegar. El seu fill Joan (conegut com a Joan de Laurino), absent, va ser apartat del poder que legítimament li corresponia i el marquesat de Toscana i les possessions familiars de Lucca foren concedides al seu propi germà carnal Bosó d'Arle.